# Station Gent-Muide

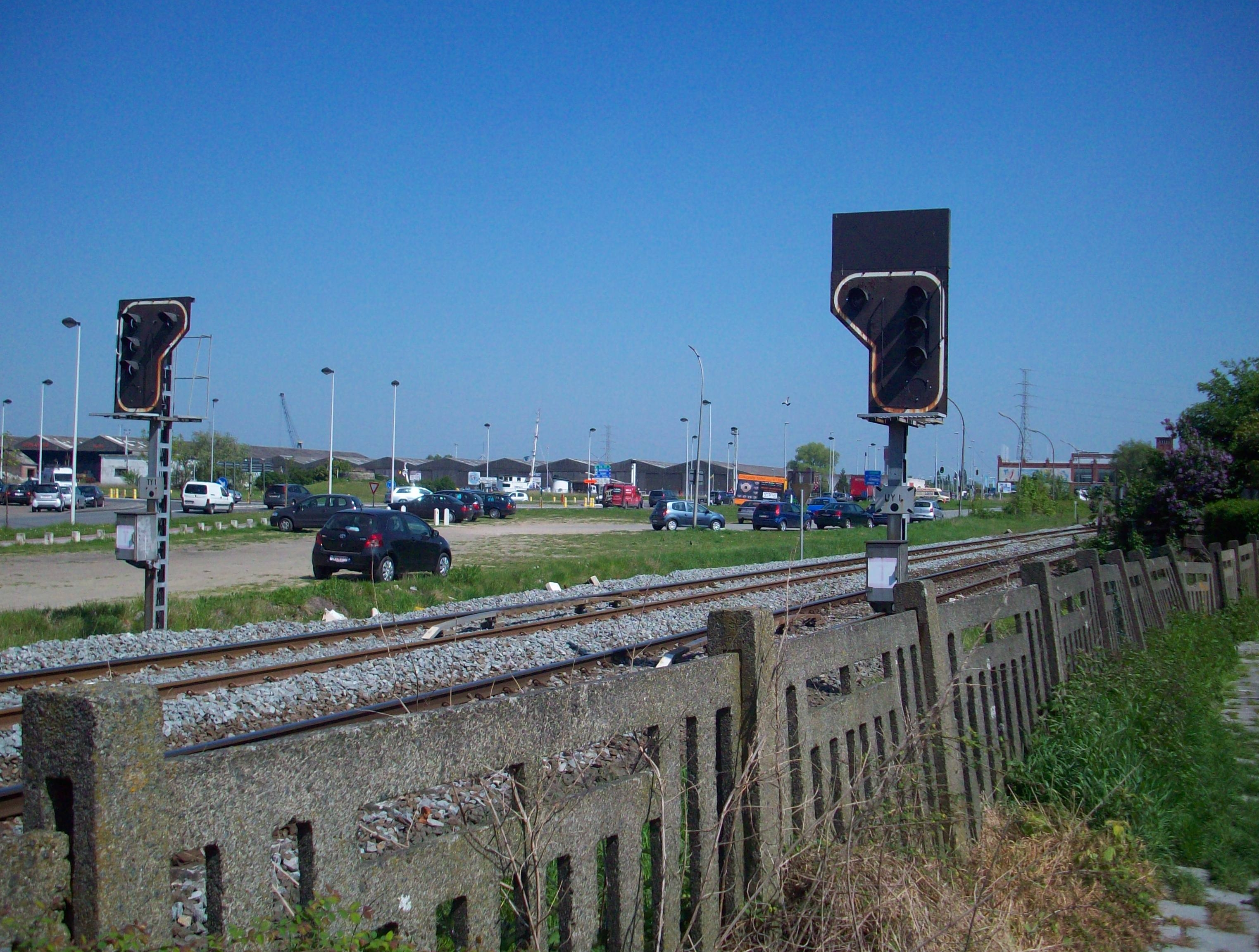
Betonnen hekwerk, de resten van het station Gent-Muide

Station Gent-Muide is een voormalige spoorweghalte in de stad Gent langs lijn 58 (Gent - Eeklo) tussen station Gent-Dampoort en station Wondelgem.
Naar aanleiding van het IC/IR-plan, dat een algehele sluiting van niet rendabele stations vooropstelde, werden op 3 juni 1984 op spoorlijn 58 de stations Gent-Muide, Waarschoot, Wondelgem en Sleidinge gesloten. Hoewel de meeste van deze stations amper 4 jaar later al terug heropenden, bleef Gent-Muide dicht.
Anno 2009 is er bijna niets dat de vroegere aanwezigheid van een station verraadt. Het betonnen hekwerk, typisch voor veel Belgische stations, is wel nog aanwezig. Er zijn plannen om Gent-Muide opnieuw te openen teneinde het noorden van Gent beter te ontsluiten.

## Aantal instappende reizigers
De grafiek en tabel geven het gemiddeld aantal instappende reizigers weer op een weekdag, zaterdag en zondag.
| Tabel: aantal instappende reizigers station Gent-Muide | Tabel: aantal instappende reizigers station Gent-Muide | Tabel: aantal instappende reizigers station Gent-Muide | Tabel: aantal instappende reizigers station Gent-Muide |
|                                                        | Weekdag                                                | Zaterdag                                               | Zondag                                                 |
| ------------------------------------------------------ | ------------------------------------------------------ | ------------------------------------------------------ | ------------------------------------------------------ |
| 1977                                                   | 150                                                    | 0                                                      | 0                                                      |
| 1978                                                   | 132                                                    | 0                                                      | 0                                                      |
| 1979                                                   | 131                                                    | 0                                                      | 0                                                      |
| 1980                                                   | 141                                                    | 0                                                      | 0                                                      |
| 1981                                                   | 203                                                    | 0                                                      | 0                                                      |
| 1982                                                   | 171                                                    | 0                                                      | 0                                                      |
| 1983                                                   | 153                                                    | 0                                                      | 0                                                      |

Destelbergen · Drongen · Drongensesteenweg · Gentbrugge · Gent-Dampoort · Gent-Heirnis · Gent-Muide · Gent-Noord · Gent-Oost · Gent-Rabot · Gent-Rodenhuize · Gent-Sint-Pieters · Gent-Waas · Gent-Zeehaven · Gent-Zuid · Halewijn · Ledeberg · Merelbeke · Oostakker · Sint-Amandsberg-Westveld · Sint-Denijs-Westrem · Wondelgem
0,0: Gent-Sint-Pieters ·
1,3: Gentbrugge-Zuid ·
2,0: Gentbrugge ·
3,1: Gent-Heirnis ·
4,0: Gent-Dampoort ·
6,1: Gent-Muide ·
8,4: Wondelgem ·
9,1: Molenheide ·
10,9: Evergem ·
14,0: Sleidinge ·
16,0: Eeksken ·
17,8: Arisdonk ·
18,8: Waarschoot ·
22,7: Eeklo ·
23,9: Boelare ·
27,8: Balgerhoeke ·
29,9: Adegem ·
32,7: Maldegem ·
37,1: Donk ·
41,6: Sijsele ·
45,7: Assebroek ·
48,3: Steenbrugge ·
51,4: Brugge